# Lijst van Deense spoorwegmaatschappijen
Dit is een lijst van alle maatschappijen die treinen exploiteren op het netwerk van de Deense spoorwegen.
Sommige maatschappijen hebben geen eigen infrastructuur maar exploiteren treinen over het netwerk van een andere maatschappij; deze worden in de lijst aangeduid met "geen eigen netwerk". Als een maatschappij meerdere namen hanteert staan de minder gebruikelijke namen cursief en wordt daar verwezen naar de meestgebruikte naam.

## Lijst van huidige Deense spoorwegmaatschappijen
| naam                              | afkorting | bijnaam   | lengte netwerk | spoorwijdte | opmerkingen                                     |
| --------------------------------- | --------- | --------- | -------------- | ----------- | ----------------------------------------------- |
| Arriva Danmark                    | AD        |           |                | 1435 mm     |                                                 |
| CFL Cargo Danmark                 | CFLC      |           | geen eigen net | 1435 mm     | onderdeel van CFL                               |
| Danske Statsbaner                 | DSB       |           | 2132 km        | 1435 mm     |                                                 |
| DB Schenker Rail Danmark Services |           |           | geen eigen net | 1435 mm     | in 2009 ontstaan uit Railion Danmark            |
| DB Schenker Rail Scandinavia      |           |           | geen eigen net | 1435 mm     | in 2009 ontstaan uit Railion Scandinavia        |
| DSB S-tog                         | DSB       |           |                | 1435 mm     | onderdeel van DSB                               |
| Hovedstadens Lokalbaner           | HL        |           | 188 km         | 1435 mm     | de treinen worden geëxploiteerd door Lokalbanen |
| Lokalbanen                        | LB        |           | geen eigen net | 1435 mm     |                                                 |
| Midtjyske Jernbaner               | MJ        |           | 82,8 km        | 1435 mm     |                                                 |
| Nordjyske Jernbaner               | NJ        |           | 52,6 km        | 1435 mm     |                                                 |
| Regionstog                        | RT        |           | 196,6 km       | 1435 mm     |                                                 |
| Varde-Nørre Nebel Jernbane        | VNJ       | Vestbanen | 37,6 km        | 1435 mm     |                                                 |

## Lijst van voormalige Deense spoorwegmaatschappijen
| naam                                      | afkorting | bijnaam                          | lengte netwerk | spoorwijdte       | opmerkingen                                                                                               |
| ----------------------------------------- | --------- | -------------------------------- | -------------- | ----------------- | --- |
| Almindingen Gudhjem Jernbane              | AGJ       | Gudhjembanen                     | 18,1 km        | 1000 mm           | Opgegaan in 1934 in De Bornholmske Jernbaner                                                              |
| Altona-Kieler Eisenbahn-Gesellschaft      | AKE       | Christian VIII. Østersø Jernbane | 105 km         | 1435 mm           | ging in 1887 over naar de Pruisische Staatsspoorwegen                                                     |
| Amagerbanen                               | AB        |                                  | 12 km          | 1435 mm           | |
| Amtsbanerne på Als                        | ABA       |                                  | 50 km          | 1000 mm 1435 mm1) | voormalige metersporige net op het eiland Als                                                             |
| Apenrader Kreisbahn                       | AA        |                                  | 80 km          | 1000 mm           | voor 1926, overgenomen door de Deense staat, DSB beide trajecten stilgelegd.                              |
| De Bornholmske Jernbaner                  | DBJ       |                                  | 91 km          | 1000 mm           | Ontstaan door fusie in 1934 van AGJ, RAJ en RNJ. Opgegaan in DSB in 1968. Alle trajecten zijn stilgelegd. |
| Dansk Jernbane                            | DJ        |                                  | geen eigen net | 1435 mm           | in 2007 overgenomen door CFL Cargo Danmark                                                                |
| DSB Gods                                  | DSB       |                                  | geen eigen net | 1435 mm           | in 2001 overgenomen door DB Logistics en gewijzigd in Railion Danmark                                     |
| Faxe Jernbane                             | FJ        |                                  | 6,5 km         | 791 mm            | in 1977 gefuseerd in Østsjællandske Jernbaneselskab                                                       |
| Frederikshavn-Skagen Jernbane             | FSJ       | Skagensbanen                     |                | 1000 mm           | in 1924 opgeheven, exploitatie overgenomen door Skagensbanen                                              |
| Gribskovbanens Driftsselskab              | GDS       | Gribskovbanen                    | 42,0 km        | 1435 mm           | in 2002 gefuseerd in Hovedstadens Lokalbaner en Lokalbanen                                                |
| Haderslebener Kreisbahn                   | HAJ       |                                  | 209 km         | 1000 mm           | |
| Hads-Ning Herreders Jernbane              | HHJ       | Odderbanen                       | 26,5 km        | 1435 mm           | in 2008 gefuseerd in Midtjyske Jernbaner                                                                  |
| Helsingør-Hornbæk Banen                   | HHB       | Hornbækbanen                     | 16 km          | 1435 mm           | in 1916 gewijzigd in in Helsingør-Hornbæk-Gilleleje Banen                                                 |
| Helsingør-Hornbæk-Gilleleje Banen         | HHGB      | Hornbækbanen                     | 24,9 km        | 1435 mm           | in 2001 gefuseerd in Hovedstadens Lokalbaner en Lokalbanen                                                |
| Hillerød-Frederiksværk-Hundested Jernbane | HFHJ      | Frederiksværkbanen               | 36,5 km        | 1435 mm           | in 2001 gefuseerd in Hovedstadens Lokalbaner en Lokalbanen                                                |
| Hillerød-Frederiksværk Jernbane           | HFJ       | Frederiksværkbanen               | 23 km          | 1435 mm           | in 1916 gewijzigd in Hillerød-Frederiksværk-Hundested Jernbane                                            |
|                                           |           | Hillerødbanen                    |                |                   | zie: Helsingør-Hornbæk-Gilleleje Banen en Hillerød-Frederiksværk-Hundested Jernbane                       |
| Hjørring Privatbaner                      | HP        | Hirtshalsbanen                   | 16,5 km        | 1435 mm           | in 2001 gefuseerd in Nordjyske Jernbaner                                                                  |
|                                           |           | Holbækbanen                      |                |                   | zie: Odsherreds Jernbane en Høng-Tølløse Jernbane                                                         |
| Høng-Tølløse Jernbane                     | HTJ       |                                  |                | 1435 mm           | in 2003 gefuseerd in Vestsjællands Lokalbaner                                                             |
| Jysk-Fyenske Jernbaner                    | JFJ       |                                  |                | 1435 mm           | in 1885 opgegaan in DSB                                                                                   |
| Lollandsbanen                             | LJ        |                                  | 50,2 km        | 1435 mm           | in 2009 gefuseerd in Regionstog                                                                           |
| Nørre Nebel-Tarm Jernbane                 | NTJ       | Vestbanen                        | 37,6 km        | 1435 mm           | in 1919 gefuseerd in Varde-Nørre Nebel-Tarm Jernbane                                                      |
| Lemvig-Thyborøn Jernbane                  | LTJ       | Thyborønbanen                    | 27,4 km        | 1435 mm           | in 1921 gefuseerd in Vemb-Lemvig-Thyborøn Jernbane                                                        |
| Lyngby-Nærum Jernbane                     | LNJ       | Nærumbanen                       | 7,8 km         | 1435 mm           | in 2001 gefuseerd in Hovedstadens Lokalbaner en Lokalbanen                                                |
| Lyngby-Vedbæk Jernbane                    | LVJ       | Nærumbanen                       | 12,1 km        | 1435 mm           | in 1923 overgegaan in Lyngby-Nærum Jernbane                                                               |
| Odsherreds Jernbane                       | OHJ       |                                  | 49,4 km        | 1435 mm           | in 2003 gefuseerd in Vestsjællands Lokalbaner                                                             |
| Østsjællandske Jernbaneselskab            | ØSJS      | Østbanen                         | 46,2 km        | 1435 mm           | in 2001 gefuseerd in Hovedstadens Lokalbaner en Lokalbanen                                                |
| Privatbanen Sønderjylland                 | PBS       |                                  | geen eigen net | 1435 mm           | faillissement in 2001                                                                                     |
| Railion Danmark                           | RDK       |                                  | geen eigen net | 1435 mm           | dochteronderneming van DB Logistics, in 2009 gewijzigd in DB Schenker Rail Danmark Services               |
| Railion Scandinavia                       |           |                                  | geen eigen net | 1435 mm           | samenwerkingsverband tussen het Deense Railion Danmark en het Zweedse Green Cargo                         |
| Rønne Allinge Jernbane                    | RAJ       | Allingebanen                     | 31,2           | 1000 mm           | Opgegaan in 1934 in De Bornholmske Jernbaner                                                              |
| Rønne Nexø Jernbane                       | RNJ       | Nexøbanen                        | 42 km          | 1000 mm           | Opgegaan in 1934 in De Bornholmske Jernbaner                                                              |
| Skagensbanen                              | SB        |                                  | 39,7 km        | 1435 mm           | in 2001 gefuseerd in Nordjyske Jernbaner                                                                  |
| TraXion                                   | TRX       |                                  | geen eigen net | 1435 mm           | faillissement in 2002                                                                                     |
| Varde-Nørre Nebel Jernbane                | VNJ       | Vestbanen                        | 37,6 km        | 1435 mm           | in 1919 gefuseerd in Varde-Nørre Nebel-Tarm Jernbane                                                      |
| Varde-Nørre Nebel-Tarm Jernbane           | VNTJ      | Vestbanen                        | 37,6 km        | 1435 mm           | in 1940 gewijzigd in Varde-Nørre Nebel Jernbane                                                           |
| Vemb-Lemvig Jernbane                      | VLJ       | Lemvigbanen                      | 28,9 km        | 1435 mm           | in 1921 gefuseerd in Vemb-Lemvig-Thyborøn Jernbane                                                        |
| Vemb-Lemvig-Thyborøn Jernbane             | VLTJ      | Lemvigbanen                      | 56,3 km        | 1435 mm           | in 2008 gefuseerd in Midtjyske Jernbaner                                                                  |
| Vestsjællands Lokalbaner                  | VL        |                                  |                | 1435 mm           | in 2009 gefuseerd in Regionstog                                                                           |